# فرودگاه بوولدر سیتی شهری
فرودگاه بوولدر سیتی شهری (به انگلیسی: Boulder City Municipal Airport) یک فرودگاه همگانی بهره‌برداری هوایی با کد یاتا BLD است که یک باند فرود آسفالت دارد و طول باند آن ۶۷۱ متر است. این فرودگاه در کشور ایالات متحده آمریکا قرار دارد و در ارتفاع ۶۷۱ متری از سطح دریا واقع شده‌است.